# Abbreviatore
Gli abbreviatori furono un corpo di funzionari della cancelleria pontificia il cui incarico consisteva nel redigere le bozze e poi preparare in forma compiuta le bolle papali, le note pontificie e i decreti concistoriali, prima che questi venissero scritti in extenso dagli scriptores. Erano anche addetti alla spedizione delle costituzioni apostoliche.

## Storia
Vengono menzionati per la prima volta nelle Extravagantes di papa Giovanni XXII (1325). Dall'epoca del suo successore, papa Benedetto XII (1334-1342), gli abbreviatori furono classificati in de Parco majori o Praesidentiae majoris, e de Parco minori. Il nome deriva da uno spazio della cancelleria, circondato da una grata, nel quale essi sedevano, e che veniva chiamato alto o basso (major o minor) a seconda della vicinanza della postazione a quella del vice-cancelliere. Quando i protonotari lasciarono l'abbozzo delle minute agli abbreviatori, quelli de Parco majori, che avevano il grado di prelati, divennero i funzionari più importanti della Cancelleria apostolica. All'epoca di papa Martino V (1417-1431) la loro firma era essenziale per la validità degli atti della Cancelleria; essi ottennero nel corso del tempo molti privilegi importanti.
Originariamente in numero di 24, furono portati a settanta da papa Pio II (1463). Il collegio fu temporaneamente abolito, tra forti polemiche, dal successore papa Paolo II (1464-1471). Papa Sisto IV (1471-1484) ricreò il collegio degli abbreviatori, portandoli a settantadue e suddividendoli in tre categorie. 
Tra gli abbreviatori troviamo insigni personalità della cultura quattrocentesca e cinquecentesca come Leon Battista Alberti e Johannes Burckardt.
Gli abbreviatori vennero soppressi nel 1908 da papa Pio X, e i loro incarichi vennero trasferiti ai Protonotari apostolici (protonotarii apostolici participantes).